# Acer Aspire one
Acer Aspire One — ультрапортативний ноутбук (які також відомі під назвою нетбук). Побудований на базі процесора Intel Atom N270/N280, чипсету Intel 945GSE Express та контролера вводу-виводу Intel 82801GBM (ICH7M).
Початково нетбук випущений у двох кольорах — білому (Seashell White) та синьому (Sapphire Blue), із акумуляторною батареєю, що складається із 3 елементів. Через деякий час випущені версії інших кольорів та із батареєю підвищеної ємності, що складається із 6 елементів.

## Накопичувач
Існуючі версії комплектуються твердотільним накопичувачем (SSD) об'ємом 8ГБ, або накопичувачем на магнітних дисках об'ємом 120 або 160ГБ.
Твердотільний накопичувач підключається за допомогою 40pin роз'єму із нульовим зусиллям (ZIF) до інтерфейсу ATA, та ідентифікуються системою як SSDPAMM0008G1 (накопичувачі виробництва Intel) чи P-SSD 1800 (Samsung). Накопичувач виробництва Intel являє собою модель Intel Z-P230, із максимальною швидкістю 38 MB/s (читання) чи 10 MB/s (запис), на форумах користувачів зустрічаються повідомлення, що накопичувач від Samsung дещо швидший
Накопичувач на магнітних дисках є звичним 2.5" 5400rpm пристроєм з інтерфейсом SATA.

## Програмне забезпечення
Моделі продаються із передінстальованою Windows XP Home (SP3) або Linpus Linux Lite, який забезпечує простий інтерфейс, і побудований на базі Fedora 8.

## Оперативна пам'ять
512 Мб оперативної пам'яті розпаяні на материнській платі. Додатково, на платі є стандартний 200-контактний роз'єм для пам'яті SO-DIMM DDR2, максимальний об'єм пам'яті, який може бути вставлений у слот — 1ГБ, що дозволяє розширити обсяг пам'яті до 1,5ГБ. Проте, збільшення обсягу пам'яті неможливе без розбирання комп'ютера. Моделі, що комплектуються 1ГБ пам'яті містять уже вставлений модуль обсягом 512МБ.

## Акумуляторні батареї
В Україну постачаються дві версії Aspire One з 3-елементними акумуляторними батареями ємністю 2200 мАг. Додатково доступні збільшені, шестиелементні батареї з ємністю 5200 мАг. Деякі модифікації Aspire One постачаються в комплекті зі збільшеною батареєю.
Різні кольорові версії нетбука комплектуються батареями з різним кольором корпуса: білий нетбук — біла батарея; синій нетбук — чорна батарея.

## Моделі
| Модель | Операційна Система | Тип накопичувача | Обсяг накопичувача | Обсяг оперативної пам'яті | Акумулятор | Web-камера    | примітки                  |
| ------ | ------------------ | ---------------- | ------------------ | ------------------------- | ---------- | ------------- | ------------------------- |
| A110L  | Linpus Linux Lite  | SSD              | 8 ГБ               | 512 МБ                    | 3 елементи | 0,3 мегапікс. |                           |
| A150X  | Windows XP Home    | HDD              | 120 ГБ             | 1 ГБ                      | 3 елементи | 0,3 мегапікс. |                           |
| A150L  | Linpus Linux Lite  | HDD              | 120 ГБ             | 512 МБ                    | 3 елементи | 0,3 мегапікс. | не постачається в Україну |